# Kondosouvli

Kondosouvli, griechischer Fleischspieß

Kondosouvli (griechisch κοντοσούβλι) ist ein Spießbraten der griechischen Küche und bedeutet wörtlich übersetzt „kurzer Bratenspieß“.
Kondosouvli ist der „große Bruder“ des Souvlaki (des Bratspießchens). Schweine- oder Hammelfleisch wird in einer Marinade aus Oregano, Salz, Pfeffer, gehacktem Knoblauch und Zitronensaft eingelegt und auf große Grillspieße gesteckt. Ein Kondosouvli ist ungefähr 40 cm lang und hat einen Durchmesser von bis zu 8 cm. Der Braten gart und bräunt 2–3 Stunden langsam über Holzkohlenglut.